# Breedbekboszanger
De breedbekboszanger (Tickellia hodgsoni) is een zangvogel uit de familie Cettiidae.

## Verspreiding en leefgebied
Deze soort telt 2 ondersoorten:
- T. h. hodgsoni: de oostelijke Himalaya, zuidwestelijk China en westelijk Myanmar.
- T. h. tonkinensis: zuidelijk China en noordelijk Indochina.